# Танги (водяная лошадь)
Танги (tangie или tongie) — морской дух-оборотень в фольклоре Оркнейских и Шетландских островов. Как водяная лошадь или мерман, может принимать обличие лошади или старика. Обычно описывается как покрытая водорослями, название происходит от tang, водоросли рода Фукус.
Наводит ужас на одиноких путешественников, особенно проходящих ночью мимо лохов молодых женщин, которых может похитить и сожрать под водой.
Сходный с ноглом, но не идентичный ему, танги может свести человека или животное с ума.
Танги играет важную роль в шетландской легенде о Черном Эрике, скотокраде. Танги, на котором он ездил, оказывал ему сверхъестественную помощь при набегах на окружающие фермы. В своей последней битве с фермером Сэнди Бримером Черный Эрик упал в море и погиб. Танги продолжал терроризировать окрестности, особенно молодых женщин, которых он недеялся похищать.